# Ettersdorf (Montabaur)

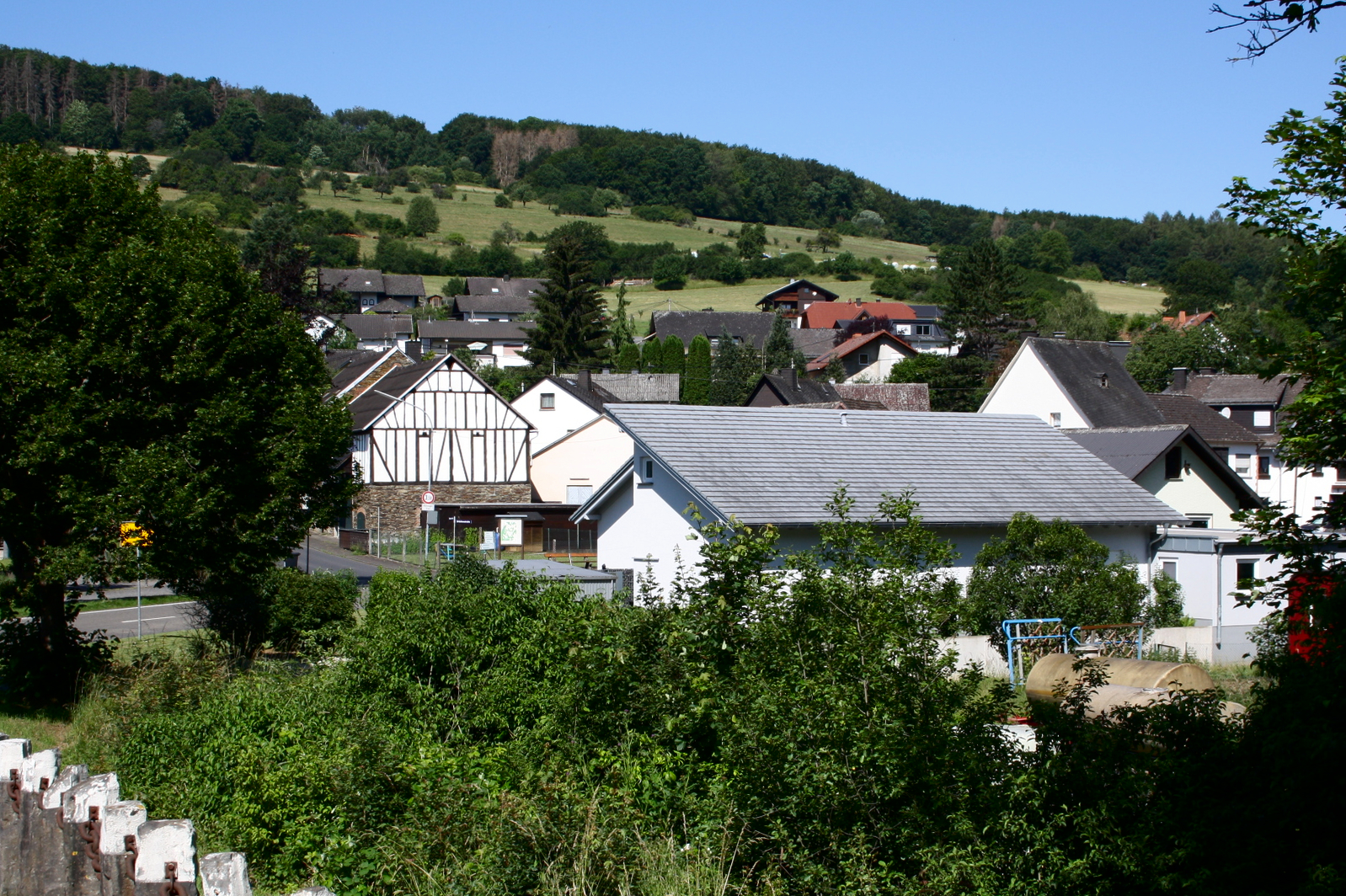
Ettersdorf (2020)

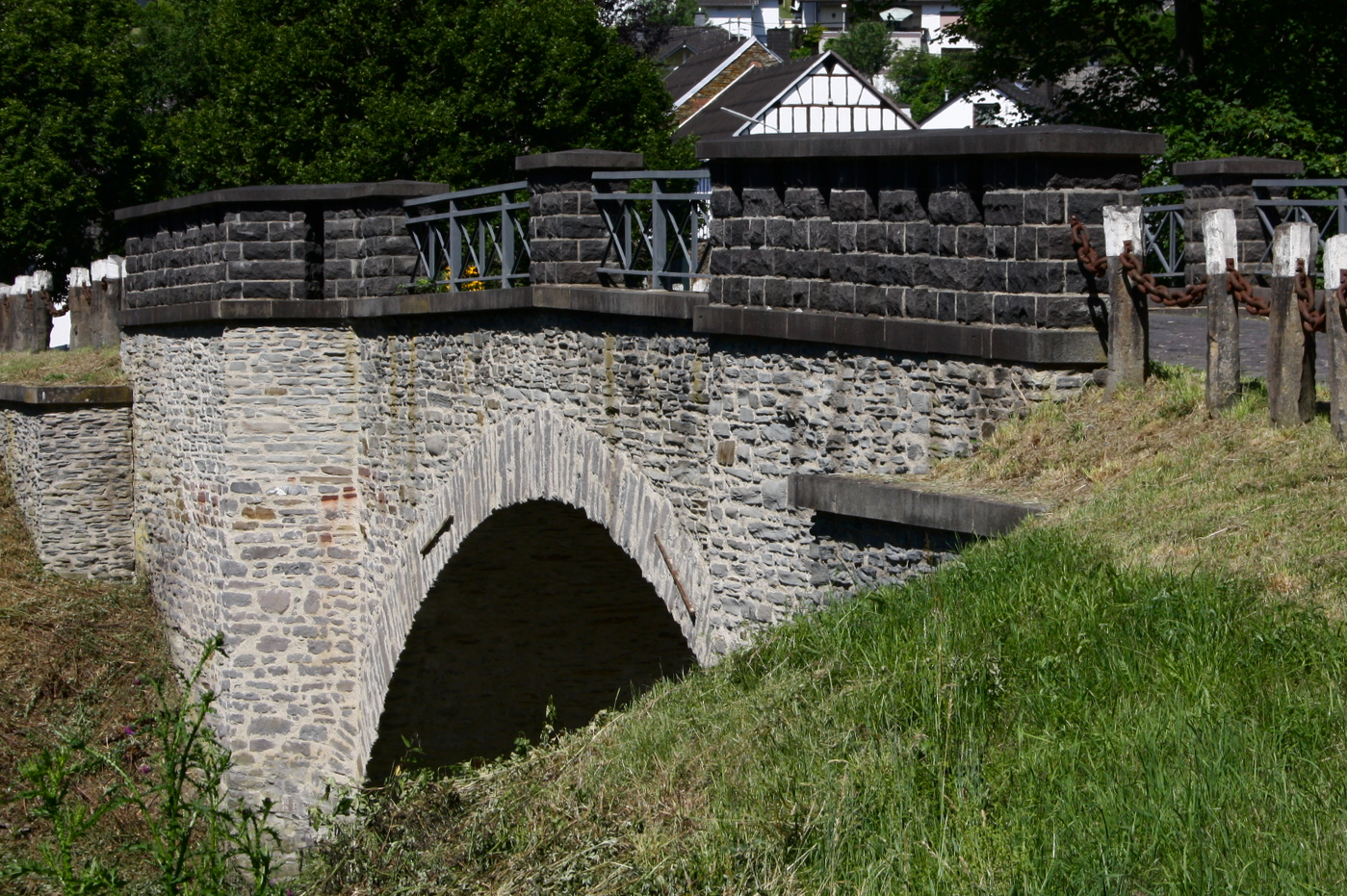
Die Brücke über den Gelbach

Ettersdorf (mundartlich „Edderschdorf“) ist ein Stadtteil und ein Ortsbezirk von Montabaur im Westerwaldkreis in Rheinland-Pfalz. Der Ort war früher landwirtschaftlich geprägt, heute ist er ein Wohnort im Sinne einer Pendlergemeinde. Bis 1972 war Ettersdorf eine eigenständige Gemeinde im damaligen Unterwesterwaldkreis.

## Geographie
Das Dorf Ettersdorf liegt im Norden des Westerwälder Teils des Naturparks Nassau am rechten Ufer des Gelbachs etwa sechs Kilometer südöstlich der Innenstadt von Montabaur. Es ist der südlichste Stadtteil von Montabaur. Im Osten grenzt die Ortsgemeinde Isselbach an Ettersdorf, im Westen liegt die Ortsgemeinde Stahlhofen. Der nördlich von Ettersdorf im Gelbachtal liegende Stadtteil von Montabaur ist Bladernheim. Zum Ortsbezirk Ettersdorf gehört auch der südlich liegende Wohnplatz Heckenmühle.

## Geschichte

### Mittelalter und kurtrierische Zeit
Im Jahre 959 bestätigte der Trierer Erzbischof Heinrich die Stiftung der Kirche zu Humbach (später Montabaur) und bestimmte die Grenzen der Pfarrei. In dieser Urkunde wurde die Grundherrschaft eines „Adello“ (adellonis predium) an der Ostgrenze des Zehntbezirks von Humbach genannt. Nach dem Historiker Hellmuth Gensicke ist dies die älteste urkundliche Erwähnung von Ettersdorf.
Später gehörte „Ezellesdorf“ (Ettersdorf) zur Herrschaft der Grafen von Diez. Mitte des 16. Jahrhunderts kam Ettersdorf in die Landeshoheit der Kurfürsten von Trier. Innerhalb der kurtrierischen Amtes Montabaur war den Einwohnern von Ettersdorf ein Heimburger vorgesetzt, der die Funktion eines Ortsvorstehers hatte. Aus Urkunden des 16. und 17. Jahrhunderts sind Namen von mehreren Heimbergern bekannt.
Nach einem Verzeichnis aus dem Jahre 1548 bildete Ettersdorf („Etterßtorf“) eine eigenständige „Zeche“ (Verwaltungsbezirk) des kurtrierischen Amtes Montabaur. Ansonsten gehörten zu solchen Zechen in der Regel mehrere Dörfer. In Ettersdorf wurden zehn Feuerstätten (Hofstellen) gezählt, was etwa 50 Einwohnern entspricht. In dieser Aufstellung wurde bereits die „Heckenmühle“ (heutiger Name; 1662: „Mühle vor der Hecken“) aufgeführt: „Item darunter noch ein muel gehen Gergeßhausen gibt jars 4 malter Korns“. Gergeßhausen ist der Ortsteil Giershausen in der heutigen Gemeinde Isselbach. Im Trierer Feuerbuch von 1563 werden für Ettersdorf zwölf Feuerstellen angegeben., es wurden neun trierische und drei nassauische Untertanen (Familien) gezählt. 1684 waren es nur fünf Feuerstellen.
Im Jahre 1786 hatte Ettersdorf 59 Einwohner.

### Nassauische und preußische Zeit
Ettersdorf gehörte bis zum Anfang des 19. Jahrhunderts zum rechtsrheinischen Teil von Kurtrier, der infolge des Reichsdeputationshauptschlusses 1803 dem Fürstentum Nassau-Weilburg zugeordnet wurde. Nach der Bildung des Rheinbundes gehörte Ettersdorf von 1806 an zum Herzogtum Nassau. Unter der nassauischen Verwaltung war Ettersdorf dem nassauischen Amt Montabaur und bis 1815 dem Regierungsbezirk Ehrenbreitstein danach dem Regierungsbezirk Wiesbaden zugeordnet.
Nach einer Statistik des Herzogtums Nassau aus dem Jahre 1843 hatte die Gemeinde Ettersdorf 133 Einwohner, die mit 29 Familien in 20 Häusern lebten. Die Einwohner waren ausnahmslos katholisch.
1866 wurde das Herzogtum Nassau von Preußen annektiert. Die Gemeinde Ettersdorf wurde 1867 Teil der preußischen Provinz Hessen-Nassau und gehörte zum damals neu gebildeten Unterwesterwaldkreis. 1946 wurde die Gemeinde Ettersdorf Teil des Landes Rheinland-Pfalz.

### Eingemeindung
Im Rahmen der Mitte der 1960er Jahre begonnenen rheinland-pfälzischen Kommunalreform wurde die bis dahin eigenständige Gemeinde Ettersdorf zum 22. April 1972 mit 156 Einwohnern in die Stadt Montabaur eingemeindet.

### Kirche

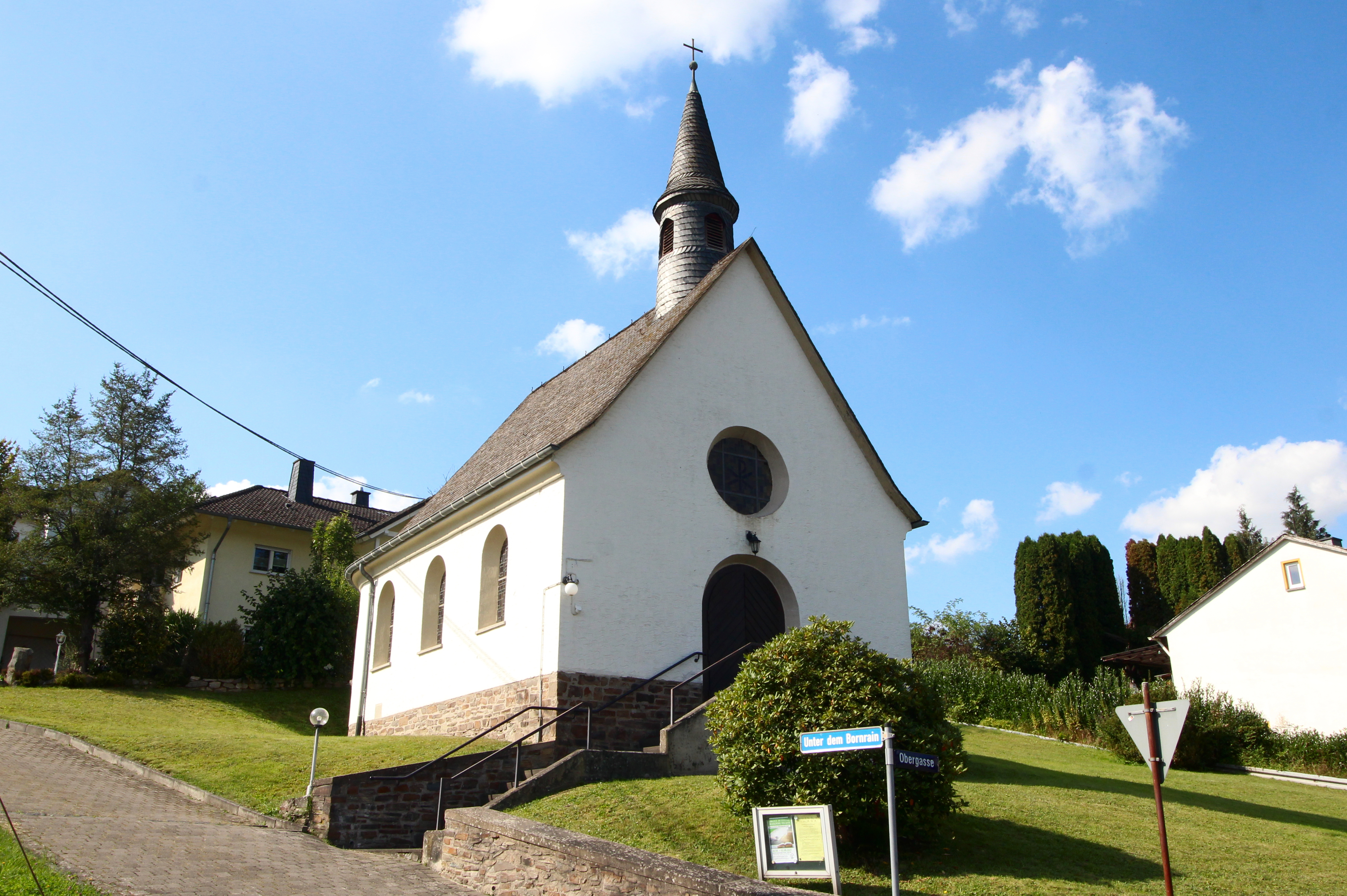
Die Kirche Unbefleckte Empfängnis Herz Mariä

Bis 1563 pfarrte der Ort noch ins Diezisch-Nassauische nach Hirschberg. Später gehörte Ettersdorf zum Kirchspiel Kirchähr. Heute ist der Ort Filiale der Montabaurer Pfarrei St. Peter in Ketten. Die Kapelle Unbefleckte Empfängnis Herz Mariä in Ettersdorf wurde 1956 erbaut.

### Schule
Ettersdorf gehört zum Schulbezirk der Joseph-Kehrein-Grundschule.

## Ortsbezirk
Der Ortsbezirk Ettersdorf ist identisch mit der gleichnamigen Gemarkung, die dem früheren Gemeindegebiet von Ettersdorf entspricht. Die Interessen des Ortsbezirks werden durch einen Ortsbeirat und einen Ortsvorsteher vertreten.
Der Ortsbeirat besteht aus drei Mitgliedern, die bei der Kommunalwahl am 9. Juni 2024 in einer Mehrheitswahl gewählt wurden, und dem ehrenamtlichen Ortsvorsteher als Vorsitzendem.
Christoph Lescher wurde am 25. Juli 2024 Ortsvorsteher von Ettersdorf. Bei der Direktwahl am 9. Juni 2024 war er als einziger Bewerber mit einem Stimmenanteil von 92,5 % gewählt worden.
Leschers Vorgänger Karl Ortseifen war über 30 Jahre Ortsvorsteher bzw. Stadtteilbeauftragter (frühere Bezeichnung) von Ettersdorf. Bei der Kommunalwahl am 9. Juni 2024 trat er nicht erneut als Ortsvorsteherkandidat an.

## Infrastruktur
- Der Ort ist über die Landesstraße L 313 mit Montabaur und der Bundesautobahn A 3 sowie dem ICE-Bahnhof Montabaur verbunden. In südlicher Richtung führt die L 313 über Isselbach nach Horhausen.
- Ettersdorf hat eine Dorfgemeinschaftshalle mit einer kleinen Theaterbühne.